# Hypodynerus vestitus
Hypodynerus vestitus är en stekelart som beskrevs av Henri Saussure 1856. Hypodynerus vestitus ingår i släktet Hypodynerus och familjen Eumenidae. Inga underarter finns listade i Catalogue of Life.